# Droga krajowa B28 (Austria)
Droga krajowa B28 (Puchenstubner Straße) – droga krajowa w Austrii. Arteria zaczyna się na skrzyżowaniu z B25 kilka kilometrów na południe od Scheibbs i prowadzi w kierunku południowo-wschodnim przez malownicze górskie tereny do skrzyżowania z Mariazeller Straße.